# Viktoriya Zeynep Güneş
Pour les articles homonymes, voir Güneş.
Viktoriya Zeynep Güneş, auparavant Viktoriya Solntseva (en ukrainien : Вікторія Солнцева ; née le 19 juin 1998 à Poltava) est une nageuse ukrainienne naturalisée turque en 2014. Elle détient le record du monde junior du 200 m brasse.

## Carrière
Viktoria Solntseva participe à ses premières compétitions en 2009-2010, pour son club de Poltava.
Sa première compétition internationale se déroule à St-Pétersbourg, en décembre 2012, lors d'un meeting en bassin de 25 m. À 14 ans, elle est déjà spécialiste de la brasse, et se qualifie en finale du 50 m brasse où elle prend la septième place. Elle est éliminée en séries du 100 m et 200 m brasse.
En avril 2013, elle participe à un meeting junior européen, à Kiev. Elle s'impose sur 50 m (RP en 31 s 54), 100 m et 200 m brasse (RP en 2 min 26 s 93, record du meeting). Ces performances sont prometteuses pour l'avenir mais ne sont pas encore extraordinaires.
En mai 2013, elle bat de nouveau ses records sur 50 m (31 s 53) et 200 m brasse (2 min 24 s 88) lors d'un meeting en Ukraine. Cette performance la place dans le top 5 européen senior, à seulement 14 ans.
En juin 2013, elle se rend à Canet-en-Roussillon pour le Mare Nostrum. Elle bat son record sur 100 m brasse en 1 min 7 s 51, seulement devancée par Rikke Moller Pedersen, qui allait battre un record du monde deux mois plus tard. Elle prend également la troisième place du 200 m brasse. Un mois plus tard, en juillet, elle participe à ses premiers championnats d'Europe juniors de natation 2013, à Poznań. Elle s'impose dans un excellent temps sur 50 m brasse (30 s 83, top 10 européen et record des championnats) et 200 m brasse. Elle prend la deuxième place du 100 m brasse, derrière l'ultra-précoce Rūta Meilutytė, déjà championne olympique et bientôt recordwoman du monde. 
Début août 2013, ayant décroché sa qualification pour les championnats du monde de natation 2013 à Barcelone, elle participe à sa première compétition mondiale. Elle prend la sixième place de la finale du 100 m brasse (1 min 6 s 61, record personnel) et la cinquième du 200 m brasse (2 min 23 s 01). Elle fait donc déjà partie des meilleures nageuses du monde. 
Elle se rend peu de temps après à Eindhoven, pour la coupe du monde de natation de la FINA (bassin de 25 m). Elle est éliminée en série du 50 m brasse (31 s 07) et du 100 m brasse (1 min 7 s 54), en nageant bien en deçà de son niveau de Barcelone (on nage plus vite en petit bassin qu'en grand), mais prend la quatrième place de la finale du 200 m brasse (2 min 19 s 50, record personnel), confirmant son affinité avec cette distance. 
Viktoria Solntseva se rend en août 2013 à Dubaï, pour participer aux championnats du monde juniors de natation 2013. Elle y prend trois médailles : argent sur 50 m brasse, bronze sur 100 m brasse et or (avec quatre secondes d'avance) sur 200 m brasse.
En mars 2014, elle émigre avec sa famille à Istanbul, fuyant le conflit en Crimée. Elle est naturalisée turque la même année.
Elle s'inscrit au club de natation d'Istanbul, où elle s'entraîne avant de se rendre à Doha, en décembre 2014 pour les championnats du monde de natation en petit bassin 2014. Le manque d'entraînement et de stabilité lui ont fait perdre son niveau : elle n'atteint la finale sur aucune de ses courses.
Après plusieurs courses en début d'année (Malaga, Moscou, Rome, Vichy) dans lesquelles elle retrouve peu à peu son niveau (record personnel sur 200 m brasse en 2 min 22 s 50) et progresse énormément sur 200 m 4 nages, elle se rend à Kazan en août 2015 pour ses deuxièmes championnats du monde de natation 2015. Elle atteint les demi-finales du 200 m brasse et du 200 m 4 nages (RP en 2 min 11 s 46) mais est éliminé en séries du 50 et du 100 m brasse. Elle est très proche de son niveau de 2013 à la fin de ces championnats.